# Kelvin Matthews
Kelvin Averon Matthews, alias A.J., né le 30 juin 1989, est un joueur de basket-ball américain.

## Carrière
En décembre 2014, il prend la deuxième place de la 29e édition de la coupe d’Afrique des clubs champions (11-20 décembre) après avoir perdu la finale (68-86) contre le Recreativo do Libolo à Tunis avec l'Étoile sportive de Radès. Il est choisi pour faire partie de la première équipe du tournoi, en est le meilleur rebounder et le troisième meilleur bloqueur avec un contre en moyenne par match.
Au tournoi éliminatoire de la zone 1 de l'Afrique pour la coupe d'Afrique des clubs champions 2016, il prend la première place avec trois victoires sans défaite. Durant la compétition, il prend la cinquième place avec le Club africain ; il est le troisième meilleur bloqueur avec 1,4 contre et le huitième meilleur rebounder du tournoi avec 7,4 rebonds en moyenne par match.
Le 20 mars 2015, il est choisi pour la sélection des meilleurs étrangers en championnat tunisien pour jouer un match contre l'équipe nationale de la Tunisie. La sélection des étrangers perd ce match contre la Tunisie (91-93), il marque quatre points.
Le 3 mars 2017, il est choisi pour la deuxième fois pour la sélection des meilleurs étrangers en championnat tunisien pour jouer contre l'équipe nationale de la Tunisie. La sélection des étrangers perd ce match contre la Tunisie (72-91), il marque encore une fois quatre points.
Le 6 mai 2017, il remporte le Championnat de Tunisie 2017 contre l'Étoile sportive du Sahel (79-61 à l'aller à Rades et 72-83 au retour à Sousse). Il termine la saison avec le doublé, après avoir battu l'Union sportive monastirienne en finale de la coupe de Tunisie (71-67). Il remporte le titre de meilleur joueur étranger du championnat tunisien lors de la saison 2016-2017.
À l'été 2018, il rejoint le Stade nabeulien. Le 12 octobre 2019, il rejoint l'Union sportive monastirienne.

## Clubs
- 2011-2013 : Farmingdale State Rams (université)  États-Unis
- 2013-2014 : Juventus Utena  Lituanie
- 2014-2015 : Étoile sportive de Radès  Tunisie
- 2016[3] : Club africain  Tunisie
- 2016-2017 : Étoile sportive de Radès  Tunisie
- 2018 (3 mois) : Stade nabeulien  Tunisie
- 2019[4] : Union sportive monastirienne  Tunisie
- 2019 : Stade nabeulien  Tunisie

## Palmarès
- Champion de Tunisie : 2017
- Coupe de Tunisie : 2017
- Médaille d'argent à la coupe d’Afrique des clubs champions 2014 ( Tunisie)
- Médaille d'argent à la coupe d’Afrique des clubs champions 2017 ( Tunisie)
- Médaille de bronze à la coupe arabe des clubs champions 2019 ( Maroc)

### Distinctions personnelles
- Meilleur étranger du championnat de Tunisie lors de la saison 2016-2017
- Meilleur rebounder de la coupe d'Afrique des clubs champions 2014
- Nommé dans le cinq majeur de la coupe d'Afrique des clubs champions 2014
- Meilleur bloqueur de la coupe d'Afrique des clubs champions 2017